# Garrafieira
Garrafieira é um grupo brasileiro de música popular formado no início de 1999, no Rio de Janeiro, por Gabriel Improta, Mariana Bernardes, Alexandre Caldi, Thiago Queiroz, Rodrigo Villa, Darcy da Cruz, Aleh, Marcelo Bernardes e Cassius Theperson.
Conquistou o "Prêmio TIM de Música" como "Melhor Grupo" na categoria MPB, em 2005.

## Discografia

### Álbuns
- (2004) Garrafieira

### Músicas
- Delmira Y Aninha (Gabriel Improta e Aldir Blanc)
- Dom Augustine (Darcy da Cruz)
- Garrafieirando (Darcy da Cruz)
- Mais pagode do que jazz (Gabriel Improta)
- Serramar (Marcelo Bernardes)